# Indigofera hancockii
Indigofera hancockii är en ärtväxtart som beskrevs av William Grant Craib. Indigofera hancockii ingår i släktet indigosläktet, och familjen ärtväxter. Inga underarter finns listade i Catalogue of Life.